# Mark Brooks
Mark Brooks (12 aprile 1973) è un fumettista statunitense.
Ha lavorato su Ultimate Spider-Man per la Marvel Comics, disegnandone un Annual e sugli Young Avengers con Paul Cornell. Nel 2015, ha iniziato a lavorare come copertinista sulle testate 'Ant-Man' e 'Astonishing Ant-Man', entrambe scritte da Nick Spencer.